# Relazioni internazionali della Repubblica Democratica Araba dei Sahrawi
     Territori rivendicati dalla RADS
     Stati che riconoscono la RADS ma con relazioni diplomatiche sospese
     Stati che non riconoscono più la RADS
     Stati che attualmente riconoscono la RADS e mantengono relazioni diplomatiche a livello di ambasciata
     Stati che riconoscono solo la RADS ma non ha stabilito relazioni diplomatiche
Il Sahara Occidentale è parzialmente occupato dal Marocco dal 1976. Il Fronte Polisario ne rivendica tuttavia l'indipendenza e ha proclamato nello stesso anno la Repubblica Democratica Araba dei Sahrawi (RADS), riconosciuta da diversi stati, principalmente africani e sudamericani, ma non dall'ONU. Alcuni Stati hanno poi sospeso o annullato il riconoscimento diplomatico, sebbene taluni di essi lo abbiano in seguito ripristinato. Dal 1991 esiste un cessate il fuoco tra il Fronte Polisario e il Marocco ed è stata creata una "Missione delle Nazioni Unite per il referendum nel Sahara Occidentale" (MINURSO). 
La Repubblica Democratica Araba dei Sahrawi è membro dell'Unione africana.
     Territori della RADS
     Stati che attualmente riconoscono la RADS
     Stati che hanno "ritirato" o "congelato" il riconoscimento della RADS
     Stati che attualmente non riconoscono la RADS

Riconoscimento internazionale della Repubblica Democratica Araba dei Sahrawi (RADS):
Territori della RADS
Stati che attualmente riconoscono la RADS
Stati che hanno "ritirato" o "congelato" il riconoscimento della RADS
Stati che attualmente non riconoscono la RADS

Lista degli stati che hanno riconosciuto la Repubblica Sahrawi:
| Numero | Stato                     | Data di riconoscimento | UA | OCI | LA e UMA | Ambasciata                               | Note |
| ------ | ------------------------- | ---------------------- | -- | --- | -------- | ---------------------------------------- | --- |
| 1      | Afghanistan               | 23 maggio 1979         |    | OCI |          |                                          | Relazioni cancellate il 12 luglio 2002                                                                                     |
| 2      | Albania                   | 29 dicembre 1987       |    | OCI |          |                                          | Relazioni cancellate l'11 novembre 2004                                                                                    |
| 3      | Angola                    | 11 marzo 1976          | UA |     |          | Ambasciata                               | |
| 4      | Antigua e Barbuda         | 27 febbraio 1987       |    |     |          |                                          | |
| 5      | Algeria                   | 6 marzo 1976           | UA | OCI | LA UMA   | Ambasciata                               | |
| 6      | Barbados                  | 27 febbraio 1988       |    |     |          |                                          | |
| 7      | Belize                    | 18 novembre 1986       |    |     |          | Ambasciata (non residente)               | |
| 8      | Benin                     | 11 marzo 1976          | UA | OCI |          |                                          | Relazioni cancellate il 21 marzo 1997                                                                                      |
| 9      | Bolivia                   | 14 dicembre 1982       |    |     |          | Ambasciata (non residente)               | |
| 10     | Botswana                  | 14 maggio 1980         | UA |     |          |                                          | |
| 11     | Burkina Faso              | 4 marzo 1984           | UA | OCI |          |                                          | Relazioni cancellate il 5 giugno 1996                                                                                      |
| 12     | Burundi                   | 1 marzo 1976           | UA |     |          |                                          | Relazioni sospese il 5 maggio 2006 e ristabilite il 17 giugno 2008                                                         |
| 13     | Capo Verde                | 4 luglio 1979          | UA |     |          |                                          | Relazioni congelate il 30 luglio 2007                                                                                      |
| 14     | Cambogia                  | 10 aprile 1979         |    |     |          |                                          | Relazioni cancellate il 14 agosto 2006                                                                                     |
| 15     | Ciad                      | 4 luglio 1980          | UA | OCI |          | Ambasciata                               | Relazioni sospese il 9 maggio 1997, ristabilite il 17 luglio 2007                                                          |
| 16     | Colombia                  | 27 febbraio 1985       |    |     |          |                                          | Relazioni sospese |
| 17     | Rep. del Congo            | 3 giugno 1978          | UA |     |          |                                          | Relazioni cancellate il 13 settembre 1996                                                                                  |
| 18     | Corea del Nord            | 16 marzo 1976          |    |     |          |                                          | |
| 19     | Costa Rica                | 30 ottobre 1980        |    |     |          |                                          | |
| 20     | Cuba                      | 20 gennaio 1980        |    |     |          | Ambasciata                               | |
| 21     | Dominica                  | 1 settembre 1979       |    |     |          |                                          | |
| 22     | Ecuador                   | 14 novembre 1983       |    |     |          | Ambasciata (non residente)               | Relazioni sospese il 19 giugno 2004, ristabilite l'8 febbraio 2006                                                         |
| 23     | El Salvador               | 31 luglio 1989         |    |     |          |                                          | Relazioni congelate nell'aprile 1997, ristabilite il 6 giugno 2009                                                         |
| 24     | Etiopia                   | 24 febbraio 1979       | UA |     |          | Ambasciata                               | |
| 25     | Ghana                     | 24 agosto 1979         | UA |     |          |                                          | |
| 26     | Grenada                   | 20 agosto 1979         |    |     |          |                                          | |
| 27     | Guatemala                 | 10 aprile 1986         |    |     |          |                                          | |
| 28     | Guinea-Bissau             | 15 marzo 1976          | UA | OCI |          |                                          | Relazioni sospese il 2 aprile 1997, ristabilite il 26 maggio 2009, cancellate il 30 marzo 2010.                            |
| 29     | Guinea Equatoriale        | 3 novembre 1978        | UA |     |          |                                          | Relazioni cancellate nel maggio del 1980                                                                                   |
| 30     | Guyana                    | 1 settembre 1979       |    |     |          |                                          | |
| 31     | Haiti                     | 22 novembre 2006       |    |     |          | Ambasciata                               | |
| 32     | Honduras                  | 8 novembre 1989        |    |     |          |                                          | |
| 33     | India                     | 1 settembre 1985       |    |     |          |                                          | Relazioni cancellate il 26 giugno 2000                                                                                     |
| 34     | Iran                      | 27 febbraio 1980       |    | OCI |          |                                          | |
| 35     | Giamaica                  | 4 settembre 1979       |    |     |          |                                          | |
| 36     | Kenya                     | 10 gennaio 1985        | UA |     |          |                                          | Relazioni congelate il 22 ottobre 2006                                                                                     |
| 37     | Kiribati                  | 12 agosto 1981         |    |     |          |                                          | Relazioni sospese il 15 settembre 2000                                                                                     |
| 38     | Laos                      | 9 maggio 1979          |    |     |          |                                          | |
| 39     | Lesotho                   | 9 ottobre 1979         | UA |     |          | Ambasciata (non residente)               | |
| 40     | Liberia                   | 31 luglio 1985         | UA |     |          |                                          | Relazioni sospese il 5 settembre 1997                                                                                      |
| 41     | Libia                     | 15 aprile 1980         | UA | OCI | LA UMA   |                                          | |
| 42     | Madagascar                | 28 febbraio 1976       | UA |     |          |                                          | Relazioni congelate il 6 aprile 2005. Il Madagascar fu il primo Stato a riconoscere la RASD dopo la sua proclamazione.     |
| 43     | Malawi                    | 19 novembre 1994       | UA |     |          |                                          | Relazioni sospese nel giugno 2001, ristabilite il 1º febbraio 2008 e nuovamente sospese il 16 settembre 2008               |
| 44     | Mali                      | 4 luglio 1980          | UA | OCI |          |                                          | |
| 45     | Mauritius                 | 1 luglio 1982          | UA |     |          | Ambasciata (non residente)               | |
| 46     | Mauritania                | 27 febbraio 1984       | UA | OCI | LA UMA   |                                          | |
| 47     | Messico                   | 8 settembre 1979       |    |     |          | Ambasciata                               | |
| 48     | Mozambico                 | 13 marzo 1976          | UA | OCI |          | Ambasciata                               | |
| 49     | Namibia                   | 2 giugno 1990          | UA |     |          | Ambasciata (non residente)               | |
| 50     | Nauru                     | 12 agosto 1981         |    |     |          |                                          | Relazioni sospese il 15 settembre 2000                                                                                     |
| 51     | Nicaragua                 | 6 settembre 1979       |    |     |          | Ambasciata aperta nel gennaio del 2010   | Relazioni sospese il 21 luglio 2000., ristabilite il 12 gennaio 2007                                                       |
| 52     | Nigeria                   | 12 novembre 1984       | UA | OCI |          | Ambasciata                               | |
| 53     | Panama                    | 23 giugno 1978         |    |     |          | Ambasciata                               | Panama fu il primo Stato americano a riconoscere la RASD, e quella a Panama fu la prima ambasciata RASD in America (1980). |
| 54     | Papua Nuova Guinea        | 12 agosto 1981         |    |     |          |                                          | |
| 55     | Paraguay                  | 9 febbraio 2000        |    |     |          |                                          | Relazioni sospese il 25 luglio 2000 e ristabilite il 12 agosto 2008                                                        |
| 56     | Perù                      | 16 agosto 1984         |    |     |          |                                          | Relazioni congelate nell'ottobre del 1996                                                                                  |
| 57     | Rep. Dominicana           | 24 giugno 1986         |    |     |          |                                          | |
| 58     | Ruanda                    | 1 aprile 1976          | UA |     |          |                                          | |
| 59     | Saint Kitts e Nevis       | 25 febbraio 1987       |    |     |          |                                          | |
| 60     | Saint Vincent e Grenadine | 14 febbraio 2002       |    |     |          |                                          | |
| 61     | Saint Lucia               | 1 settembre 1979       |    |     |          |                                          | Relazioni sospese nel marzo del 1989                                                                                       |
| 62     | São Tomé e Príncipe       | 22 giugno 1978         | UA |     |          |                                          | Relazioni sospese il 23 ottobre 1996                                                                                       |
| 63     | Seychelles                | 25 ottobre 1977        | UA |     |          |                                          | Relazioni sospese il 17 aprile 2008                                                                                        |
| 64     | Sierra Leone              | 27 marzo 1980          | UA | OCI |          |                                          | |
| 65     | Siria                     | 15 aprile 1980         |    | OCI | LA       |                                          | |
| 66     | Isole Salomone            | 12 agosto 1981         |    |     |          |                                          | Relazioni sospese nel gennaio del 1989                                                                                     |
| 67     | Sudafrica                 | 15 settembre 2004      | UA |     |          | Ambasciata                               | |
| 68     | Sudan del Sud             | 9 luglio 2011          | UA |     |          | Ambasciata (non residente)               | |
| 69     | Suriname                  | 11 agosto 1982         |    |     |          |                                          | |
| 70     | eSwatini                  | 28 aprile 1980         | UA |     |          |                                          | Relazioni sospese il 4 agosto 1997                                                                                         |
| 71     | Tanzania                  | 9 novembre 1978        | UA |     |          | Ambasciata aperta nel dicembre del 2005. | |
| 72     | Timor Est                 | 20 maggio 2002         |    |     |          |                                          | La Repubblica Sahrawi fu il primo paese a stabilire relazioni diplomatiche con Timor Est                                   |
| 73     | Togo                      | 17 marzo 1976          | UA | OCI |          |                                          | Relazioni sospese il 18 giugno 1997                                                                                        |
| 74     | Trinidad e Tobago         | 1 novembre 1986        |    |     |          |                                          | |
| 75     | Tuvalu                    | 12 agosto 1981         |    |     |          |                                          | Relazioni sospese il 15 settembre 2000                                                                                     |
| 76     | Uganda                    | 6 settembre 1979       | UA | OCI |          |                                          | |
| 77     | Uruguay                   | 26 dicembre 2005       |    |     |          | Ambasciata                               | |
| 78     | Vanuatu                   | 27 novembre 1980       |    |     |          |                                          | Relazioni sospese il 24 novembre 2000, ristabilite il 9 agosto 2008                                                        |
| 79     | Venezuela                 | 3 agosto 1982          |    |     |          | Ambasciata                               | |
| 80     | Vietnam                   | 2 marzo 1976           |    |     |          |                                          | |
| 81     | Zambia                    | 12 ottobre 1979        | UA |     |          | Ambasciata                               | |
| 82     | Zimbabwe                  | 9 luglio 1980          | UA |     |          | Ambasciata (non residente)               | |